# Nova República
Nova República, Redemocratização ou Sexta República Brasileira, é o período da História do Brasil que se seguiu após o fim da ditadura militar aos dias atuais. É caracterizado pela ampla democratização política do Brasil e sua estabilização econômica.
Usualmente, considera-se o seu início em 1985, quando, concorrendo com o candidato situacionista Paulo Maluf, o oposicionista Tancredo Neves ganha uma eleição indireta no Colégio Eleitoral, sucedendo ao último presidente militar, João Figueiredo. Tancredo não chegou a tomar posse, vindo a falecer. Seu vice-presidente, José Sarney, assume a presidência em seu lugar. Sob seu governo é promulgada a Constituição de 1988, que institui um Estado Democrático de Direito e uma república presidencialista.
Historicamente fez parte dos últimos anos do período da História Mundial conhecido como Guerra Fria, que teve seu fim após as Revoluções de 1989 e o colapso da União Soviética em 1991. A partir de então passou a fazer parte do atual período histórico, a Era da Globalização.
A Sexta República é o terceiro regime político mais duradouro do Brasil, depois do Império do Brasil (7 de setembro de 1822 a 15 de novembro de 1889) e da Primeira República (15 de novembro de 1889 a 24 de outubro de 1930). A Sexta República ultrapassará a Primeira República (que durou 14.951 dias) como o segundo regime brasileiro mais duradouro e a república brasileira mais duradoura em 20 de fevereiro de 2026.

## Colapso da ditadura militar

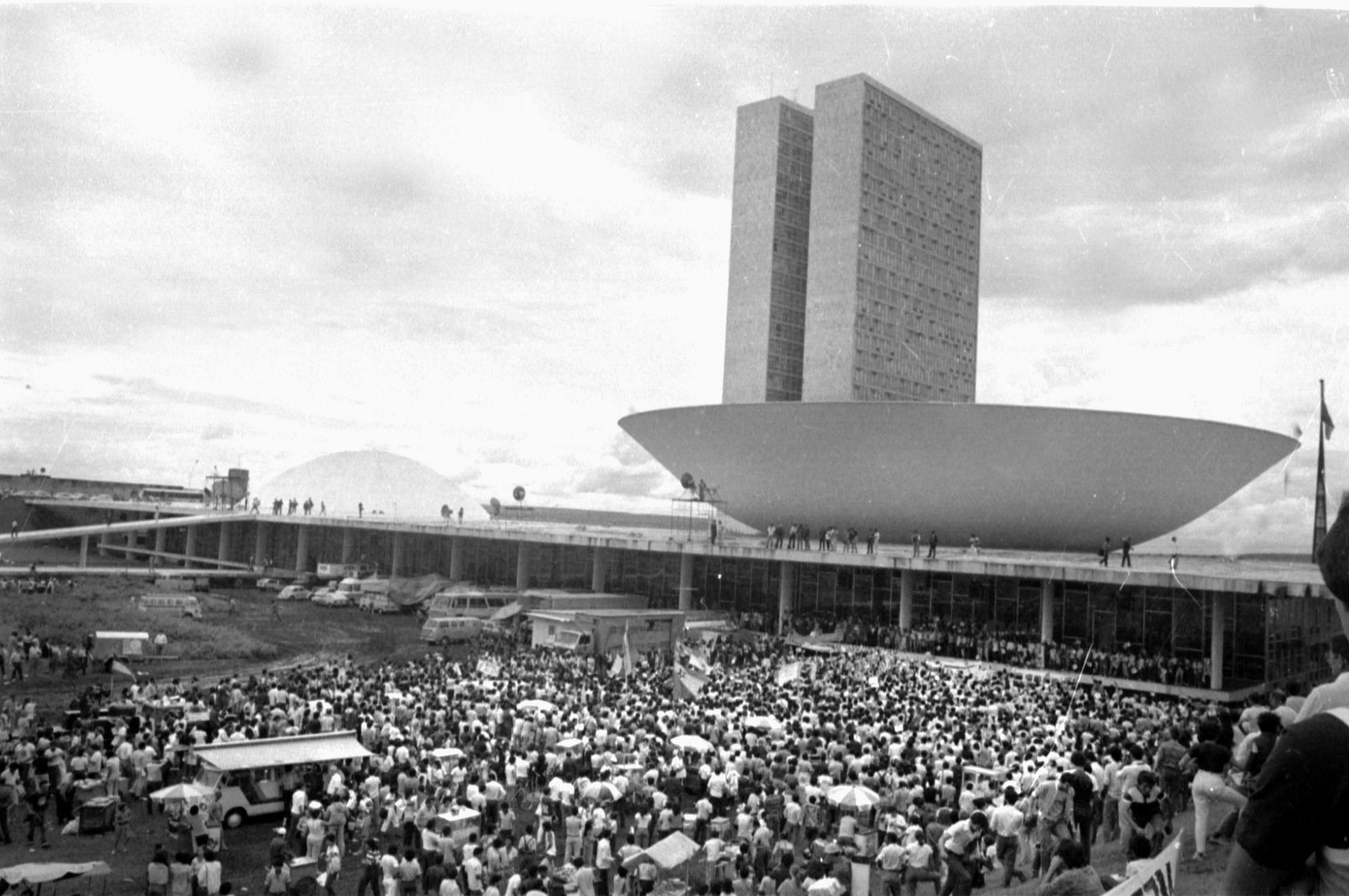
Manifestação das Diretas Já em Brasília, diante do Congresso Nacional.

O Brasil era governado, desde 1964, por uma ditadura militar, caracterizada no campo político pela repressão política e no campo econômico pelo desenvolvimentismo, com investimentos nas indústrias de base, na agricultura e na substituição dos produtos importados além de uma campanha nacionalista. No ápice da ditadura, no início da década de 1970, o Brasil passava por um período de "milagre econômico", comandado por um governo centralizado e autoritário.
Entretanto, por causa de crises econômicas internacionais a partir de 1973 (crise do petróleo), o forte crescimento econômico brasileiro foi interrompido, e a pressão social passou a aumentar. Demandas da classe média por maiores liberdades, pelo fim da censura, pela anistia e pelo controle da inflação, foram desestabilizando o governo brasileiro até o fim da década. O governo passou a estruturar, então, uma lenta transmissão para a democracia. Iniciada pelo presidente Ernesto Geisel, em 1976, algumas liberdades foram devolvidas ao povo brasileiro, mas vagarosamente. O general do exército João Figueiredo foi eleito pelo Colégio eleitoral brasileiro em 1979, com a promessa de entregar a democracia de volta ao Brasil. Em seu governo, a anistia geral e irrestrita a todos os perseguidos políticos foi garantida, e algumas reformas políticas e econômicas foram praticadas, como a volta da eleição direta para governadores de estado e do pluripartidarismo. Entretanto, a inflação aumentava.
Na década de 1980, assim como outros regimes militares latino-americanos, a ditadura brasileira entrou em decadência quando o governo não conseguiu mais estimular a economia, controlar a hiperinflação crônica e os níveis crescentes de concentração de renda e pobreza provenientes de seu projeto econômico, o que deu impulso ao movimento pró-democracia. O governo aprovou uma Lei de Anistia para os crimes políticos cometidos pelo e contra o regime, as restrições às liberdades civis foram relaxadas e, então, eleições presidenciais indiretas foram realizadas em 1984, com candidatos civis e militares.

## Transição: Tancredo Neves e o Governo Sarney (1985–1990)
| |  |                                                                                                   |
| Tancredo Neves criou o termo "Nova República" e tornou-se o primeiro civil eleito presidente desde 1964. |  | José Sarney, então vice de Tancredo, assumiu poder em 1985 e conduziu a redemocratização do país. |

Apesar de eleito, Neves não chegou a assumir o seu cargo. Devido a uma complicação de sua doença, Tancredo Neves foi internado, sendo operado no dia 14 de março de 1985 e contraindo infecção hospitalar. No dia da posse, 15 de março de 1985, assume então José Sarney de modo interino. No dia 21 de abril, o porta-voz da República anuncia o falecimento oficial do presidente Tancredo Neves. Deste dia em diante, Sarney seria reconhecido como presidente em exercício pleno.
Em 1 de março de 1986, Sarney e sua equipe econômica comandada por Dilson Funaro, ministro da Fazenda, lançam o "Plano Cruzado", conjunto de medidas para conter a inflação, entre as quais o congelamento geral de preços e a criação de uma nova moeda, o Cruzado (Cz$), valendo mil cruzeiros (Cr$) (moeda da época). Sarney apelou para a população que deu amplo apoio ao plano, inclusive com algumas pessoas se declarando "fiscais do Sarney" e denunciando violações ao congelamento de preços. O PMDB, com a popularidade do plano, vence as eleições para governador de 1986 em praticamente todos os estados (à exceção de Alagoas). Porém, após as eleições, em 21 de novembro de 1986 o governo decreta o "Plano Cruzado II", com os preços sendo liberados. Isto ocasionou um descontentamento do povo para com o governo, pois o plano cruzado foi visto por muitos como uma simples estratégia política para vencer as eleições. A inflação volta a subir, a crise se alastra e em 20 de janeiro de 1987 o governo decreta moratória, deixando de pagar a dívida externa.
Em 29 de abril de 1987, o governo substitui Funaro por Luis Carlos Bresser Pereira, que com a inflação em alta, lança o "Plano Bresser", com novo congelamento de preços, em junho de 1987 e acabando com a moratória. A inflação volta a subir e em 6 de janeiro de 1988, Bresser é substituído por Maílson da Nóbrega. A democracia foi plenamente restabelecida em 1988, quando a atual Constituição Federal foi promulgada.

## Governos Collor e Itamar Franco (1990–1994)
| |  | |
| Fernando Collor, o primeiro presidente eleito pelo povo, em 1989, envolveu-se em escândalos e foi deposto democraticamente em 1992. |  | Itamar Franco, então vice-presidente, assumiu o poder em 1992, e estabeleceu o Plano Real, que estabilizou a economia. |

Em 1989, o ex-governador do estado de Alagoas Fernando Collor, praticamente desconhecido no resto do país, por força de uma campanha agressiva baseada na promessa de combate à corrupção (combate aos marajás), da construção de uma imagem de líder jovem e dinâmico, que vendia uma imagem de político de direita progressista (seu partido era o inexpressivo Partido da Reconstrução Nacional). Contando com apoio de setores que temiam a vitória do candidato do PT, Luiz Inácio da Silva, Fernando Collor é eleito presidente, nas primeiras eleições diretas para o cargo desde 1960. Entretanto, após dois anos, o próprio irmão do presidente, Pedro Collor de Mello, faz denúncias públicas de corrupção através de um sistema de favorecimento montado pelo tesoureiro da campanha eleitoral, PC Farias. Sem qualquer resistência do Executivo, o Congresso Nacional instaura uma CPI cujas conclusões levam ao pedido de afastamento do presidente (impeachment).
Durante o processo, a Rede Globo de Televisão produz e transmite Anos rebeldes, de Gilberto Braga, uma série dramática ambientada nas manifestações de 1968, a qual serve de inspiração para o movimento dos caras-pintadas, manifestações de estudantes e intelectuais que, do alto de carros-de-som, clamavam por justiça e por um Brasil melhor. Fernando Collor de Mello renunciou antes de ter seu impedimento aprovado pelo Congresso, mas mesmo assim teve seus direitos políticos suspensos por oito anos, embora a lei em vigor na época previsse a suspensão do processo no caso de renúncia antes de sua conclusão. Collor mudou-se em seguida para Miami. A Justiça o absolveu de todos os processos movidos contra ele por sua gestão. PC Farias evadiu-se do país durante alguns anos e, após enviuvar, foi trazido ao país pela Polícia Federal, a Alagoas, mas, em 1996, foi encontrado em seu quarto de dormir, morto por ferimento de arma de fogo.
Collor de Mello foi sucedido na presidência pelo vice-presidente Itamar Franco em cuja administração é adotado o Plano Real, um plano econômico inédito no mundo executado pela equipe do então ministro da fazenda, Fernando Henrique Cardoso (FHC). Percebendo que a hiperinflação brasileira era também um fenômeno emocional de separação da "unidade monetária de troca" da "unidade monetária de contas", o plano concentrou todos os índices de reajuste de preços existentes em um único índice, a Unidade Real de Valor, ou URV. Esta, posteriormente, foi transformada em moeda corrente, o real, iniciando assim o controle do maior problema econômico do Brasil: a inflação. Posteriormente, inúmeras reformas econômicas de peso deram lastro à estabilidade da moeda, evitando os erros do passado.

## Governo FHC (1995–2002)

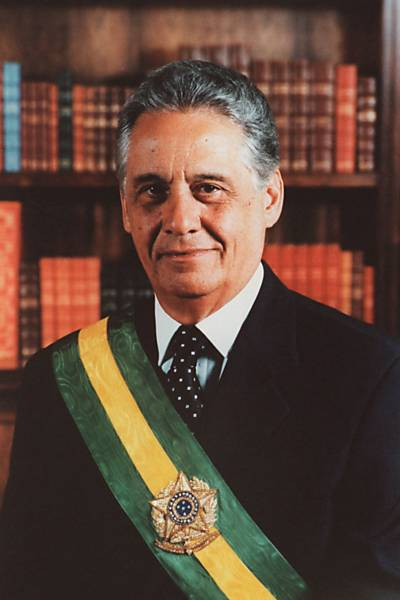
Fernando Henrique Cardoso, condutor do Plano Real, foi eleito presidente em 1994 e reeleito em 1998.

Com o sucesso do Plano Real, Fernando Henrique Cardoso, concorre e é eleito presidente em 1994, conseguindo a reeleição em 1998. Cardoso iniciou seu primeiro mandato em 1 de janeiro de 1995, e foi reeleito em 1998. O presidente Cardoso procurou estabelecer a base para a estabilidade a longo prazo e crescimento e para reduzir os desequilíbrios socioeconômicos extremos do Brasil. Suas propostas para o Congresso incluíram emendas constitucionais para abrir a economia brasileira a um maior investimento estrangeiro e para implementar reformas radicais - incluindo a segurança social, administração pública e tributação - para reduzir gastos excessivos do setor público e melhorar a eficiência do governo.
Seu governo é creditado com o fornecimento de estabilidade econômica de um país marcado por anos de hiperinflação. Ao mesmo tempo, as crises econômicas no México em 1997, na Ásia Oriental em 1998, na Rússia em 1998 e na Argentina em 2002 reduziram as perspectivas de crescimento econômico durante a sua presidência.
Foi também durante sua administração que muitas empresas estatais foram privatizadas e que agências reguladoras foram criadas pela primeira vez para fiscalizar e regular muitos setores da indústria (energia, petróleo, aviação, etc). A administração de Fernando Henrique Cardoso também colocou um forte foco nas relações exteriores. Além de aderir à Organização Mundial do Comércio (OMC) e participar da Rodada Uruguai, o Brasil participou da missão de paz da INTERFET no Timor-Leste.

## Governo Lula (2003–2010)

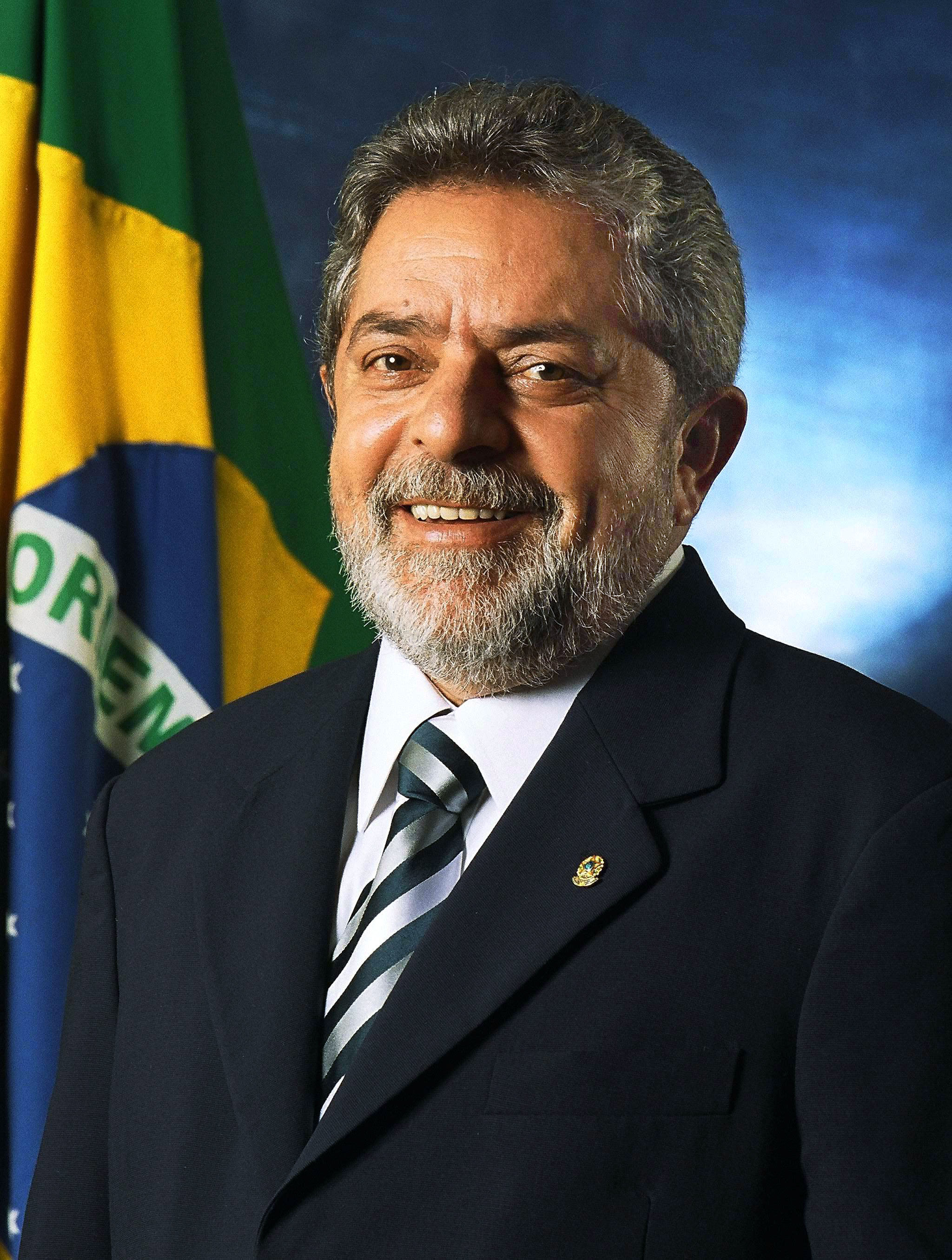
Lula, primeiro operário eleito presidente em 2002, foi reeleito em 2006.

Após os oito anos do governo de Fernando Henrique Cardoso, em 2002 elege-se presidente da República o ex-metalúrgico Luiz Inácio Lula da Silva, do Partido dos Trabalhadores (PT), tradicional partido de esquerda brasileiro. Lula aumenta a abrangência dos projetos sociais, transformando o Bolsa-Escola em Bolsa-Família e criando novos programas, como o Prouni. Em 2006, Luiz Inácio Lula da Silva é reeleito presidente da República.
Apesar da estabilidade macroeconômica que reduziu as taxas de inflação e de juros e aumentou a renda per capita, colocando o país em uma lista dos países mais promissores do mundo, ao lado de China, Rússia, Índia e África do Sul (chamados de BRICS) com Lula, diferenças remanescem ainda entre a população urbana e rural, os estados do norte e do sul, os pobres e os ricos.
A economia contém uma indústria e agricultura mais sofisticadas, e um setor de serviços em expansão. As recentes administrações expandiram a inserção do país no mercado mundial, com saltos de investimentos e produtividade em alguns setores, como o de telecomunicações e automobilístico, mas ainda deixando a desejar na eficiência de portos marítimos, estradas de ferro, geração de eletricidade, aeroportos e outros melhoramentos da infraestrutura, o que reduziria o chamado "custo Brasil". O país começou a se voltar para as exportações em 2004, e, mesmo com um real valorizado e a crise internacional, atingiu em 2008 exportações de US$ 197,9 bilhões, importações de 173,2 bilhões de dólares, o que coloca o país entre os 19 maiores exportadores do planeta.

## Governo Dilma (2011–2016)

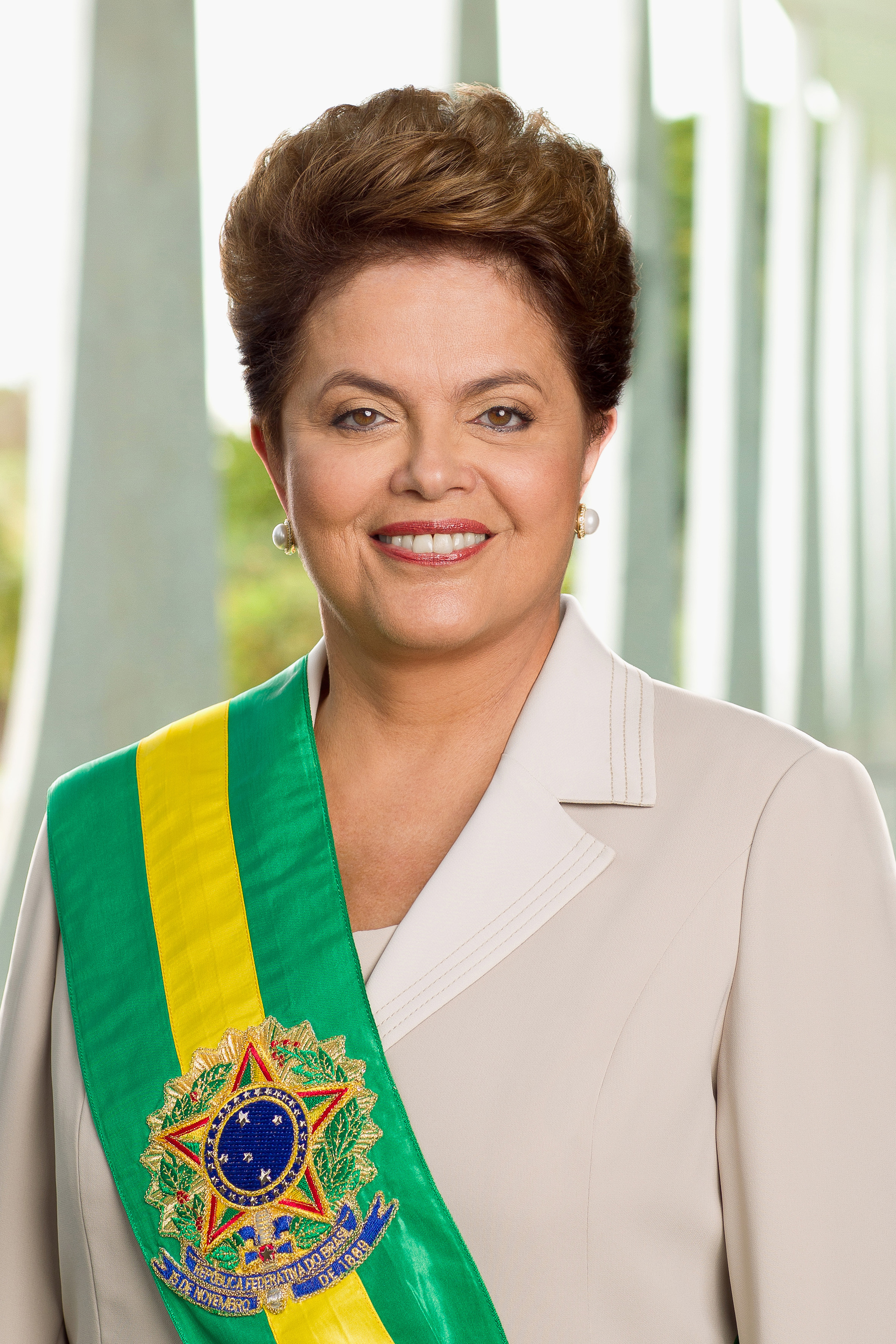
Dilma Rousseff, a primeira mulher presidente do Brasil eleita em 2010, reeleita em 2014, sofreu um impeachment e foi deposta em 2016.

Em outubro de 2010, em segundo turno, o Brasil elege pela primeira vez uma mulher como Chefe do poder executivo. Dilma Rousseff (mineira de Belo Horizonte) tomou posse do cargo de Presidente da República Federativa do Brasil, prestando, assim como os demais presidentes eleitos na Nova República, juramento solene perante o Congresso Nacional em 1º de janeiro de 2011. Dilma deu continuidade aos programas do governo Lula tais como: o Luz para Todos, que beneficiou mais de 3 milhões de famílias até 2013, a segunda fase do PAC que foram disponibilizados recursos na ordem de R$ 1,59 trilhão em uma série de investimentos, tais como transportes, energia, cultura, meio ambiente, saúde, área social e habitação, e do programa Minha Casa, Minha Vida que obteve investimentos na cifra de R$ 34 bilhões da qual  foram construídas 1 milhão de moradias na primeira fase, e 2 milhões de moradias com investimentos de R$125,7 bilhões na segunda fase do programa.
Em junho de 2013, irromperam no país inúmeras manifestações populares, quando milhões de pessoas saíram às ruas em todos os estados para contestar os aumentos nas tarifas de transporte público, a truculência das policiais militares estaduais, além de outras reivindicações. Entre os principais desafios do país para o futuro estão um salto qualitativo na educação e saúde, a desburocratização do empreendedorismo e uma resposta eficiente aos crescentes problemas de segurança pública e favelização dos centros urbanos. Tais manifestações resultaram em julho de 2013 no lançamento do programa mais médicos que teve como objetivo levar 15 mil profissionais da saúde para atender regiões carentes do Brasil. O Brasil sedia em 2014 a Copa do Mundo de futebol. No final do primeiro governo de Dilma, é deflagrada a Operação Lava Jato, do qual é apurado um esquema de lavagem de dinheiro que movimentou mais de 10 bilhões de reais, sendo considerado pela polícia federal o maior esquema de corrupção da história do Brasil. Tal ação (Operação Lava Jato) mostrou-se bastante controversa e recheada de abusos e contradições nos anos que seguiram-se, como a suspeição do Juiz Sergio Moro determinada pelo STF em 2021.
Após as polarizadas eleições presidenciais de 2014, Rousseff é reeleita com 51,64% dos votos válidos, ao derrotar em segundo turno o candidato Aécio Neves. Durante a campanha eleitoral, um acidente aéreo vitimou o candidato Eduardo Campos do PSB. Em março de 2015 novos protestos acontecem em vários estados principalmente contra a corrupção, especialmente por conta da Operação Lava Jato conduzida pela Polícia Federal. Como efeito da enorme e crescente insatisfação popular com o governo, a base política da presidente foi se deteriorando e um processo de impeachment contra a presidente é iniciado em dezembro do mesmo ano com base em acusações das chamadas "pedaladas fiscais" cometidas em seu governo. O ato causa grande controvérsia e divide o país entre grupos antigovernistas (majoritariamente de direita) e pró-governo (majoritariamente de esquerda). Em 17 de abril de 2016, a Câmara dos Deputados aprova o início do processo, que a partir de então é encaminhado para análise no Senado. Dilma Rousseff termina seu mandato em meio à crise econômica de 2014, considerada uma das maiores da história do Brasil, com inflação em 2015 a 10,67%, taxa de desemprego em setembro de 2016 a 11,8%, atingindo 12 milhões de brasileiros e queda do PIB em dois anos consecutivos: 2015 queda de 3,8% e 2016 um recuo de 3,6%.
Em setembro de 2022, o juiz  juiz Frederico Botelho de Barros Viana da 4ª Vara Federal Cível do Distrito Federal, negou a ação de improbidade administrativa apresentada pelo Ministério Público Federal (MPF) sobre as “pedaladas fiscais”, determinando arquivamento do processo. E, vale ressaltar que, em 21 de agosto de 2023, o Tribunal Regional Federal da 1ª Região (TRF-1) manteve a decisão que arquiva o processo contra a Presidente Dilma Rousseff, reafirmando a inocência da Presidente.

## Governo Temer (2016–2018)

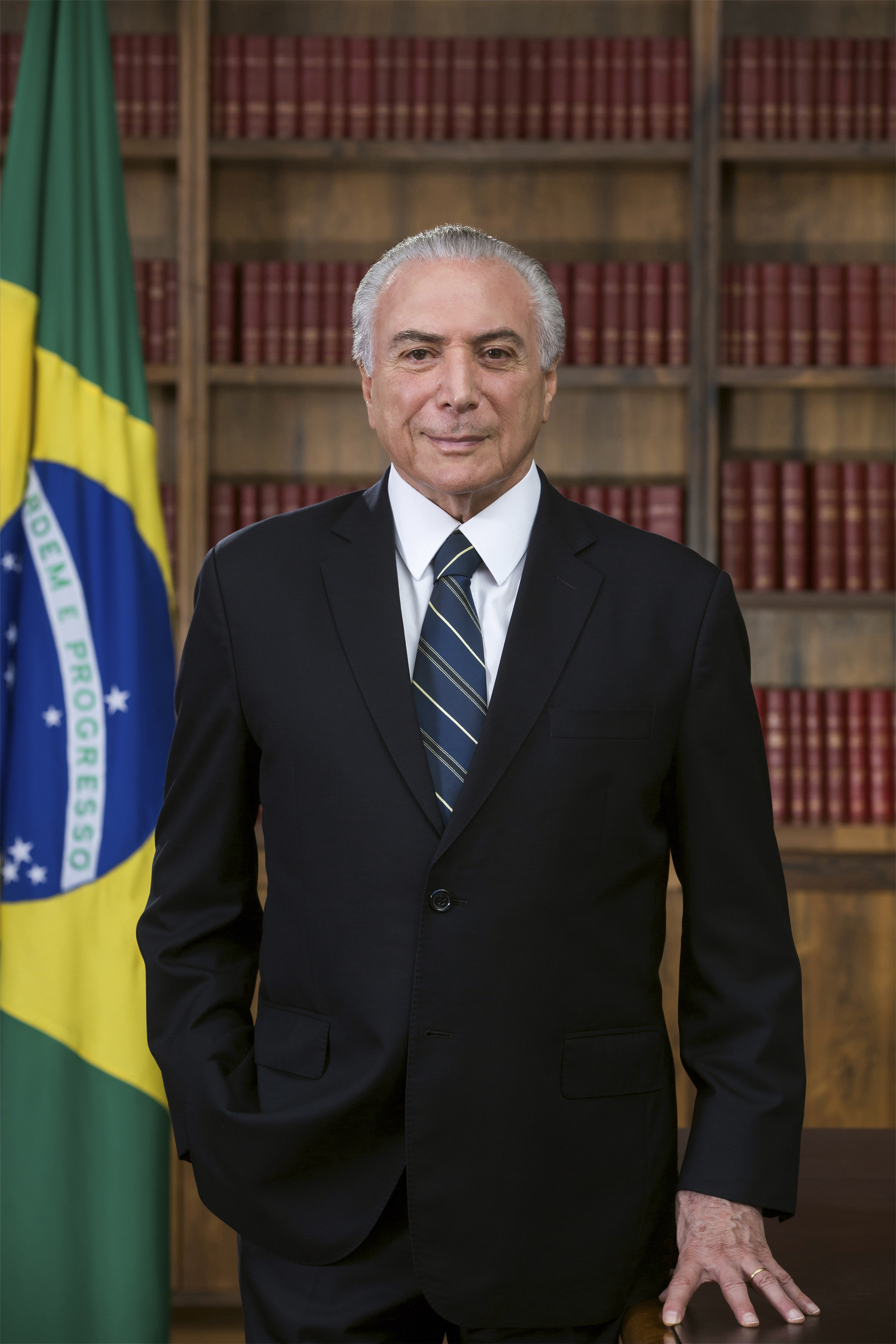
Michel Temer, então vice-presidente, assumiu o poder em 2016.

No dia 12 de maio de 2016, o Senado Federal aprova a admissibilidade do processo por 55 votos a favor, 22 contra e 2 abstenções. A Presidente Dilma Rousseff é afastada do exercício do cargo e o vice-presidente Michel Temer assume interinamente até o julgamento no Senado presidido pelo Presidente do Supremo Tribunal Federal, Ricardo Lewandowski. O Brasil sedia, em agosto e setembro, os Jogos Olímpicos e os Jogos Paralímpicos de Verão de 2016, respectivamente. No dia 31 de agosto de 2016, o Senado aprova o impeachment de Dilma Rousseff com 61 votos favoráveis e 20 contrários e cassa o mandato de Dilma. O vice-presidente Michel Temer é então empossado no cargo como Presidente da República em virtude da vacância do cargo.
Definido pelo próprio Temer como um governo "reformista", Temer utiliza seu grande apoio do Congresso Nacional para produzir uma agenda de reformas polêmicas, tais como o teto dos gastos públicos, reforma do ensino médio, trabalhista e a da previdência, essa por última suspensa em 2018, tanto pela falta de votos (apoio no Congresso) como também pela intervenção federal no Rio de Janeiro, cujo período de vigência impede, por regra constitucional, que a reforma fosse aprovada. Em dezembro de 2018 é decretado intervenção federal em Roraima com objetivo de amenizar a situação da segurança interna e da crise financeira do estado. Ambas as intervenções foram encerradas no fim do governo Temer. A equipe econômica do governo, chefiada pelo Ministro da Fazenda Henrique Meirelles, tem sucesso no controle da inflação, mas o país mantém alta na taxa de desemprego, que atinge 13,7% da população em Abril de 2017.
Em maio de 2017, após um ano de governo, Temer se vê envolvido em novos escândalos, especialmente após gravação do sócio do grupo J&F, Joesley Batista. Temer e seu assessor especial, o deputado Rocha Loures, supostamente negociaram vantagens indevidas com o grupo, pelas quais Rodrigo é filmado e posteriormente preso por receber propina.
Devido a crescente onda de violência no Brasil, em junho de 2018 o presidente sanciona a lei que cria o SUSP, vinculado ao recém criado Ministério da Segurança Pública sob o comando do ministro Raul Jungmann. Tal medida teve como objetivo unificar em todo o país o combate a violência e a criminalidade. Michel Temer termina seu mandato com a maior rejeição desde a ditadura militar, sendo considerado mau ou péssimo para 62% da população.

## Governo Bolsonaro (2019 - 2022)

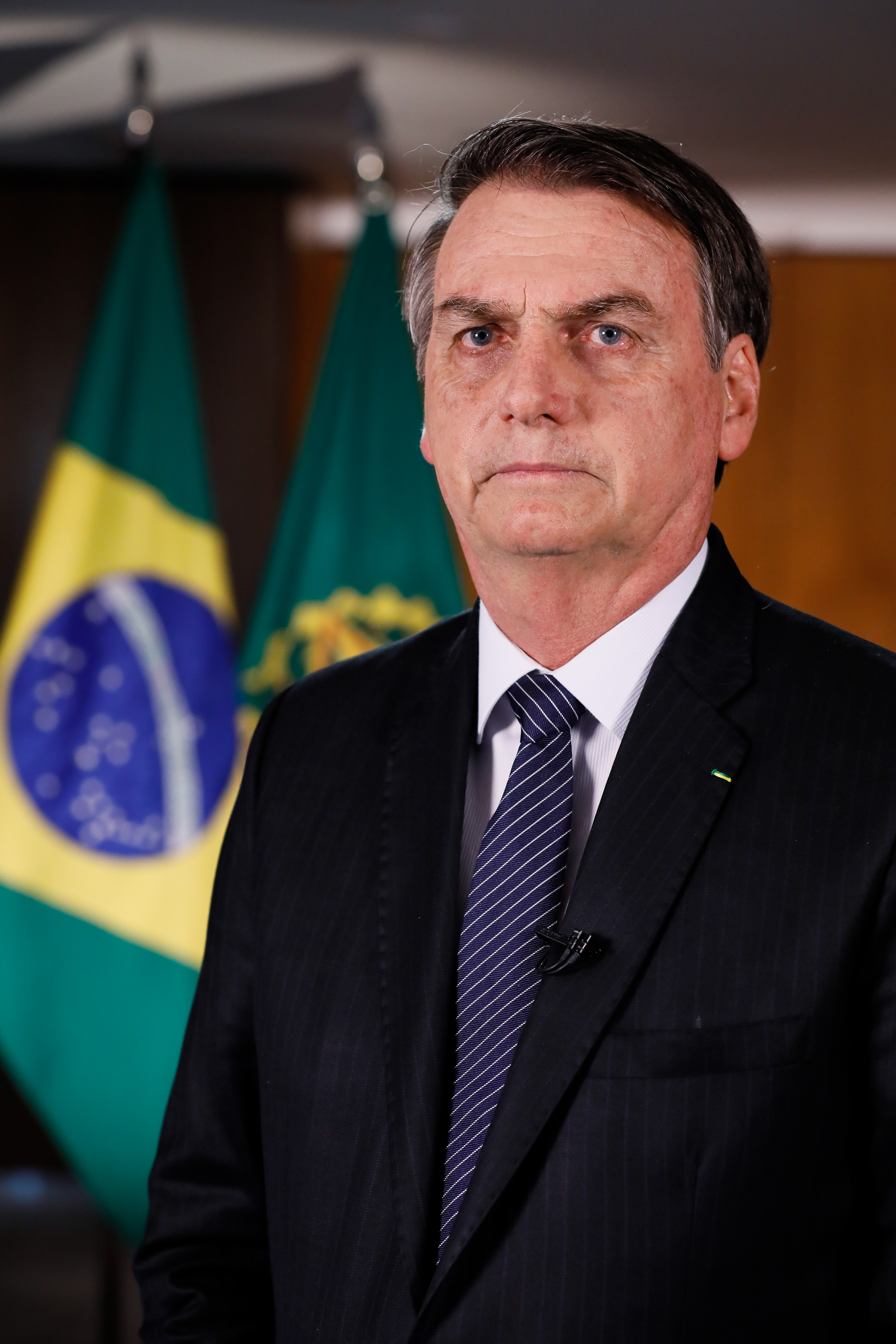
Jair Bolsonaro.

O governo de Jair Bolsonaro teve início no dia 1.º de janeiro de 2019 e terminou em 31 de dezembro de 2022. Após as atividades de transição do governo de Michel Temer. O militar da reserva, membro do Partido Social Liberal (PSL), foi eleito o 38.º presidente do Brasil no dia 28 de outubro de 2018, com 55,13% dos votos válidos no segundo turno das eleições presidenciais, ao derrotar o candidato do Partido dos Trabalhadores (PT), Fernando Haddad, que obteve 44,87% dos votos válidos. Analistas chegaram a considerar que a ascensão de Bolsonaro configuraria o fim da Nova República.
O governo iniciou-se com 22 ministérios, sete a mais do que fora prometido. Destes, dezesseis ficam na Esplanada dos Ministérios e quatro ficam no Palácio do Planalto. A Advocacia-Geral da União e o Banco Central são pastas transitórias e perderam o status de ministério. O governo contou com sete militares no primeiro escalão, sem levar em conta o vice-presidente Hamilton Mourão e o próprio presidente. Em número de militares no governo, o governo de Bolsonaro empata ou supera a quantidade dos governos da ditadura militar.
O primeiro ano do governo Bolsonaro ficou marcado pelo encaminhamento ao congresso e aprovação da reforma da previdência, com mudanças em relação a tentativa de reforma do governo anterior. A economia chefiada pelo ministro Paulo Guedes, começa a dar sinais de recuperação com a taxa de desemprego caindo para 11% no final de 2019 e o PIB crescendo 1,1% no primeiro ano de gestão. Tal crescimento não dura muito. Em 2020 o país entra em nova recessão, essa causada pela pandemia de Covid-19, o que resulta em despesas na ordem de aproximadamente 10% do PIB para o enfrentamento do vírus. Nesse meio tempo o governo encaminha ao congresso a reforma tributária e a reforma administrativa, além de medidas para o combate ao vírus como o auxílio emergencial e emendas para o socorro de estados e municípios. Para não aumentar o índice de desemprego no período de pandemia, o governo lança o programa de preservação de emprego "Pronampe", do qual foram celebrados 19 milhões de acordos e 9,7 milhões de trabalhadores beneficiados. No campo da infraestrutura com orçamento restrito a R$ 5,3 bilhões em 2020, o governo lança o programa "Pró-Infra" com o objetivo de alavancar o investimento privado em infraestrutura no país, com a concessão de portos, aeroportos, rodovias, ferrovias e linhas de transmissão.
O governo brasileiro de Jair Bolsonaro é citado como o ponto de ascensão do neofascismo na América do Sul do século XXI, a partir do negacionismo da ciência, de uma retórica belicosa e medidas autoritárias que retiram direitos da população unida a uma política econômica fortemente neoliberal. Resultado de fatores como o antipetismo, o medo e a reação à insurgência de 2013, assim como também as crises econômicas de 2008 e de 2014, Jair Bolsonaro surgiu como uma opção viável, não por um projeto estratégico bem definido, mas quase que acidentalmente. Desta forma, a multiplicidade de grupos que constituem o bolsonarismo, as diversas alas (militar, ideológica, religiosa, capital, etc.) apresentam discordâncias pragmáticas,  estratégias, objetivos e métodos distintos. O núcleo desse neofascismo brasileiro convergiu seus interesses e retórica com o fundamentalismo religioso pentecostal e ambos se aliaram com setores militares e think tanks liberais, de forma que dentro do bolsonarismo, há um bloco de poder constituído por conservadores não fascistas e neofascistas de extrema-direita; embora ainda sem o apoio de um movimento de massas amplo e fanático, que foi a base do fascismo europeu.
A religiosidade do bolsonarismo é acompanhada por uma hostilidade à ciência e à razão, que se tornou particularmente clara durante a pandemia da COVID-19. Bolsonaro elogiou a hidroxicloroquina como uma cura milagrosa contra a COVID-19 e fez intensa propaganda e defesa do referido medicamento, a qual não há evidências científicas de sua eficácia. Diversos parlamentares bolsonaristas se pronunciaram contra a vacinação e o ex-ministro das Relações Exteriores, Ernesto Araújo, afirmou que a pandemia era uma "conspiração globalista". Essa hostilidade à ciência já era evidente em 2019, quando dezenas de milhares de incêndios queimaram a Bacia Amazônica, e Bolsonaro chamou os dados do INPE de "mentiras".

## Governo Lula (2023 - presente)

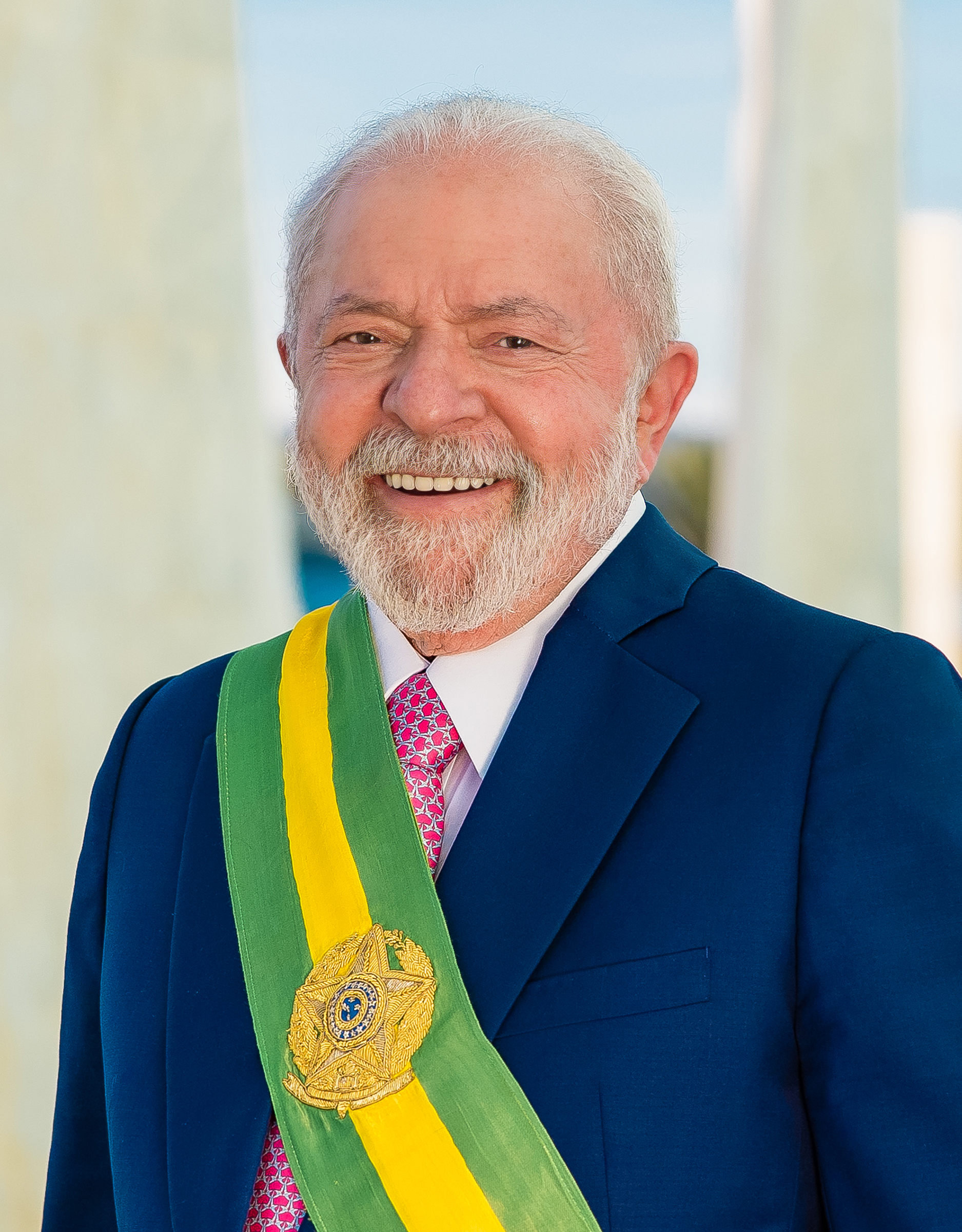
Lula em seu terceiro mandato.

Luiz Inácio Lula da Silva exerce a presidência da República desde 1.º de janeiro de 2023, representando seu retorno ao cargo para um terceiro mandato após ter sido presidente de 2003 a 2011. Lula, do Partido dos Trabalhadores (PT), foi escolhido por voto popular direto na eleição presidencial de 2022, derrotando o candidato à reeleição Jair Bolsonaro.
Sob o slogan "União e reconstrução", o governo será composto inicialmente por 37 ministérios, 15 a mais que o governo anterior. O segundo maior número de pastas desde a redemocratização, em 1985, o número só é menor do que o observado no segundo governo da ex-presidente Dilma Rousseff, que teve 39 pastas.